# Cameraria chambersella
Cameraria chambersella là một loài bướm đêm thuộc họ Gracillariidae. Nó được tìm thấy ở Hoa Kỳ (Illinois và Texas).
Ấu trùng ăn Quercus species. Chúng ăn lá nơi chúng làm tổ.